# 水藤五朗
水藤五朗（すいとう ごろう、1944年6月19日 - 2005年6月25日）は、昭和から平成時代の琵琶演奏家・作曲家・作詞家。錦琵琶二代目宗家。初代宗家水藤錦穣の次男。本名は五郎。
東京生まれ。母は錦びわ初代宗家の水藤錦穣、早稲田大学法学部卒。幼少の頃より母の影響を受け諸芸を聞く。昭和48年（1973年）4月、母の急逝により琵琶伝承を志し、二代目宗家となる。以来琵琶の普及と発展に全力を傾ける。語りに関しての造形は深く全国各地で琵琶演奏並びに講演を行い、近代琵琶楽の普及に尽力した。作曲として「毛利元就」「安寿と厨子王」、作詞として「建礼門院右京太夫」「藤十郎の恋」など。平成17年（2005年）6月25日、虚血性心不全のため没。享年61。